# Tobias Rattinger
Tobias Rattinger (* 24. November 1997 in Steyr) ist ein österreichischer Leichtathlet, der sich auf den Hindernislauf spezialisiert hat.

## Sportliche Laufbahn
Erste internationale Erfahrungen sammelte Tobias Rattinger im Jahr 2019, als er bei den U23-Europameisterschaften in Gävle mit 9:15,00 min im Vorlauf über 3000 Meter Hindernis ausschied. Anschließend gelangte er bei den Crosslauf-Europameisterschaften in Lissabon nach 27:27 min auf den 75. Platz im U23-Rennen. 2022 belegte er bei den Balkan-Meisterschaften in Craiova in 9:02,59 min den vierten Platz im Hindernislauf und im Jahr darauf wurde er bei der 3. Liga der Team-Europameisterschaft im Rahmen der Europaspiele in Chorzów in 8:53,59 min Dritter. Anschließend siegte er in 8:54,23 min bei den Balkan-Meisterschaften in Kraljevo. 2024 verteidigte er bei den Balkan-Meisterschaften in Izmir in 8:36,72 min seinen Titel und schied kurz darauf bei den Europameisterschaften in Rom mit 8:44,60 min im Vorlauf aus. Im Dezember wurde er bei den Crosslauf-Europameisterschaften in Antalya nach 23:38 min 50. im Einzelrennen.
In den Jahren 2023 und 2024 wurde Rattinger österreichischer Staatsmeister im 3000-Meter-Hindernislauf.

## Persönliche Bestleistungen
- 3000 Meter: 8:21,16 min, 18. Februar 2023 in Linz
- 3000 m Hindernis: 8:26,17 min, 11. Mai 2024 in Karlsruhe